# Partido di Bragado
Il partido di Bragado è un dipartimento (partido) dell'Argentina facente parte della Provincia di Buenos Aires. Il capoluogo è Bragado.
Secondo il censimento del 2001 il partido contava una popolazione di 40.259 abitanti, con una diminuazione dello 0,5% rispetto al censimento del 1991.
Il partido comprende le seguenti località principali:
- Bragado (32.830 ab. nel 2001)
- General O'Brien (2.266 ab.)
- Mechita (1.422 ab.)
- Comodoro Py (651 ab.)
- Warnes (465 ab.)
- Irala (370 ab.)
- Olascoaga (100 ab.)
- Máximo Fernández (43 ab.)
- La Limpia (37 ab.)
- Asamblea (popolazione rurale dispersa non censita)